# Allondrelle-la-Malmaison
Allondrelle-la-Malmaison  es una población y comuna francesa, en la región de Lorena, departamento de Meurthe y Mosela, en el distrito de Briey y cantón de Longuyon.

## Demografía
| 581 | 560 | 513 | 483 | 481 | 519 | 619 | 626 | 647 |
| Para los censos de 1962 a 1999 la población legal corresponde a la población sin duplicidades (Fuente: INSEE [Consultar]) |     |     |     |     |     |     |     |     |